# Patient de Lyon
Patient est un évêque de Lyon au Ve siècle. Il est considéré comme Saint par les Églises catholiques et Orthodoxe. Sa mémoire liturgique est fixée au 11 septembre.

## Biographie
Patient est un lyonnais qui semble appartenir à une grande famille de la ville. Il succède à l'évêque saint Eucher, probablement vers 450. Il est un ami personnel de Sidoine Apollinaire, avec qui il correspond. C'est un homme cultivé à qui on attribue quelques ouvrages, mais sans informations précises (notamment « De ecclesiastis dogmatibus » et quelques Sermons). Les écrits de Sidoine Apollinaire sont les seules sources biographiques à son sujet,
L'évêque Patient participe à plusieurs conciles, notamment celui d'Arles contre Lucidus (474 ou 475). En 470, il intervient dans l'élection épiscopale controversée de Chalon-sur-Saône. Il est ami du roi Chilpéric, roi catholique de Bourgogne, il était également en contact avec Euric le roi arien des Wisigoths. L'évêque mène un apostolat auprès des hérétiques ariens, et parvient par ses enseignements et son exemple à convertir certains d'entre eux. Sidoine rapporte également dans ses écrits la bonté de Patient, son amour des humbles, le soin et les embellissements qu'il apporta à son église en fondant de nouvelles églises et en restaurant d'anciens sanctuaires. Ainsi, l'histoire lui attribue l'achèvement de la grande église Saint-Étienne de Lyon. Mais l'évêque est surtout célèbre pour avoir soutenu et nourri la population lors de la grande famine de 472-475, causée en partie par les pillages et les destructions du roi Euric et de ses troupes wisigothes. Pour cela, il acheta du blé qu'il fit convoyé et distribuer gratuitement aux populations situées le long du Rhône et de la Saône comme Arles, Avignon ou Valence , mais aussi jusqu'à Riez ou Clermont,,.
Il meurt à une date incertaines, vers 480, et avant 494, année en laquelle son second successeur Rustique de Lyon était en fonction. Il est inhumé à Saint-Just.

## Notoriété et Culte
Le nom de saint Patient est mentionné dans le plus ancien catalogue épiscopal, contenu dans un évangéliaire du milieu du IXe siècle. Ce catalogue a été établi vers 799-814, à l’époque de l’évêque Leidrade. L'auteur s’appuie sur les diptyques originaux de l’Église de Lyon. Le nom de saint Patient est également mentionné dans un second catalogue épiscopal, rapporté par Hugues de Flavigny dans sa Chronica universalis (XIIe siècle).
Il est considéré comme Saint et fêté le 11 septembre tant par l’Église catholique que par l’Église orthodoxe.